# Латеранская базилика
Латеранская базилика, или Базилика Сан-Джованни-ин-Латерано, Базилика Святого Иоанна на Латеранском холме (итал. Basilica di San Giovanni in Laterano). Официальное название: Папская архибазилика Святого Иоанна в Латеране (итал. Archibasilica Papale San Giovanni in Laterano; лат. Archibasilica Sanctissimi Salvatoris et Sanctorum Ioannis Baptistae et Ioannis Evangelistae in Laterano) — кафедральный собор Рима с кафедрой римского епископа (а также папского трона). 
Входит в список семи паломнических базилик Рима. Является одной из четырёх великих папских базилик Рима. 
В католической иерархии храм носит титул «Basilica Major», наряду с тремя другими: собором Святого Петра в Ватикане, папскими базиликами Сан-Паоло-фуори-ле-Мура и Санта-Мария-Маджоре. Стоит выше всех храмов мира, о чём свидетельствует надпись между порталами главного фасада: «Святейшая Латеранская церковь, всех церквей города и мира мать и глава» (Sacros Lateran eccles omnium urbis et orbis ecclesiarum mater et caput).

## История
В античности на Латеранском холме (лат. Lateranus Mons) в юго-восточной части города находилось поместье знатного семейства Латеранов (фамильного имени в родах Клавдиев, Секстиев и Плавтиев). Согласно «Анналам» Тацита в 65 году, эти дома и земли были конфискованы в казну императором Нероном, поскольку Плавий Латеран участвовал в сговоре против императора. На Латеранском холме находилась найденная на римском Форуме бронзовая конная статуя императора Марка Аврелия, она украшала соседнюю виллу деда и матери этого императора. Позднее, в 1538 году, её установили на Капитолии.
В 312 году император Константин Великий с целью поддержания христианства в Риме подарил Латеранский дворец, находившийся в его собственности, римскому епископу. Тогда же император во исполнение обета (ex voto), данного им после победы у Мильвиева моста над войском Максенция 28 октября 312 года, повелел пристроить к епископской резиденции церковь. Работы начались в 313 году.
Папа Сильвестр I основал на Латеране за Аврелиановой стеной свою резиденцию, поскольку центральная часть города с древними языческими храмами была во власти римских патрициев, враждебно настроенных к христианам. 9 ноября 318 года (по иным данным в 324 году) папа освятил вновь построенную базилику в честь Христа Спасителя, в качестве символа торжества новой веры.
В IX веке небесным покровителем церкви был объявлен Иоанн Креститель, а в XII веке также Иоанн Богослов. В 1646 году архитектор Франческо Борромини, перестраивая храм, сделал тщательные обмеры «Константиновой базилики». Эти чертежи сохранились и благодаря им мы знаем, как выглядела церковь того времени. Храм был огромен. Он имел пять нефов: центральный и по два боковых (парные боковые были ниже центрального). Главный неф, перекрытый двускатной кровлей, имел длину 100 метров (333 римских фута) и завершался полукруглой апсидой. Общая ширина церкви — около 53 метров. Нефы были разделены аркадами на колоннах. По 19 колонн с каждой стороны ограничивали центральный неф; 42 колонны (взятые из руин античных построек) разделяли боковые нефы. Церковь освещалась через большие окна. Пол был вымощен мраморными плитами и красным гранитом, колонны сделаны из зелёного мрамора. В апсиде находился серебряный фастигиум (навершие, киворий над престолом) — в данном случае алтарная преграда с посеребрёнными статуями Христа, ангелов и апостолов. Баптистерий был построен отдельно, вне стен базилики. Храм мог вместить до 3000 человек. В 428—430 годах золотой фон конхи апсиды дополнили мозаичными изображениями. Богатая отделка позолотой и мозаиками должна была отражать идею «дара Константина». Именно с этого времени базиликами стали называть не отдельный тип церкви прямоугольного плана, а, в более широком смысле, вообще место, большой зал для публичных собраний.

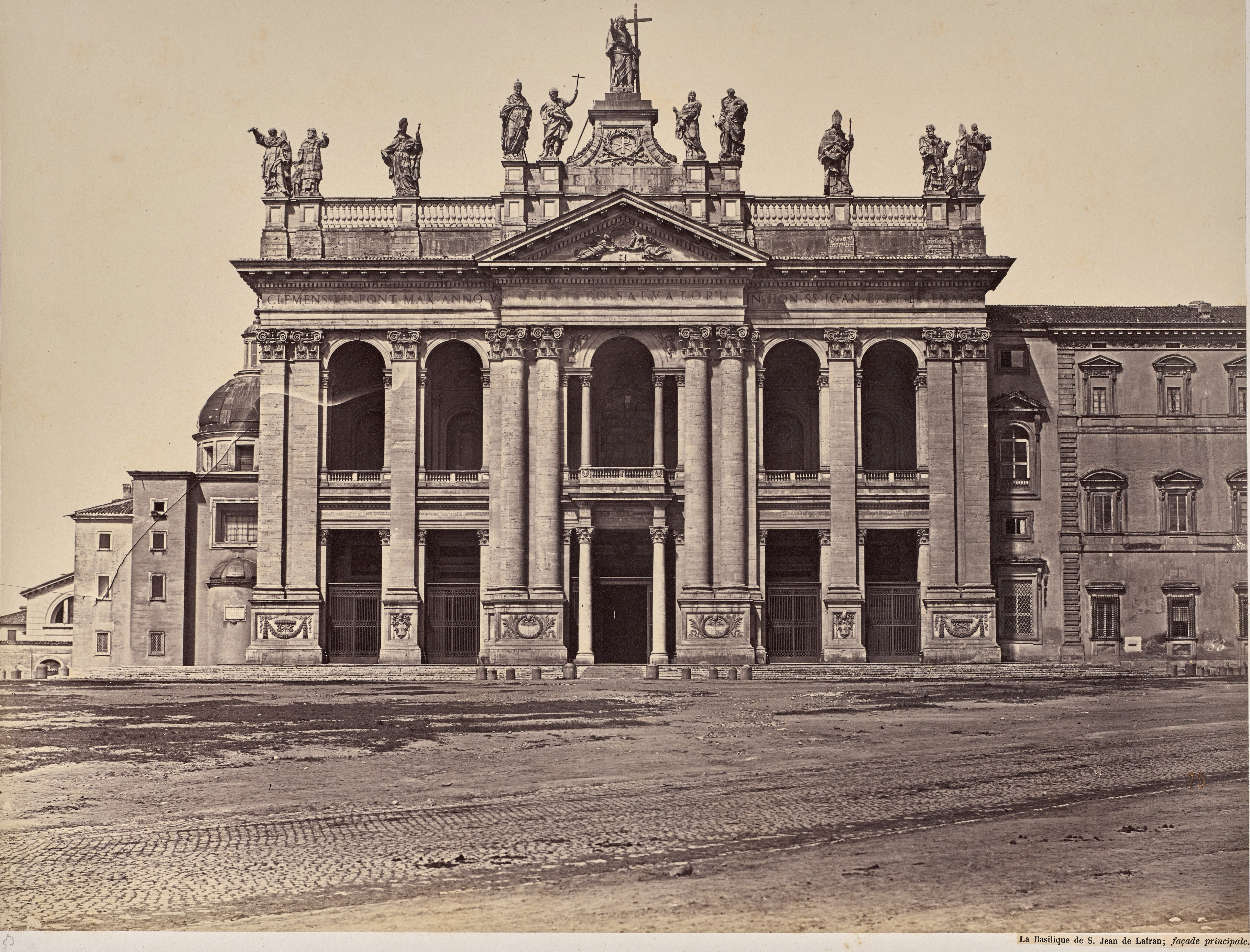
Базилика Святого Иоанна на Латеранском холме в 1859 году

До строительства базилики Святого Петра в Ватикане Латеранская базилика была кафедральным храмом римского епископа и вскоре получила прозвание «Матери всех церквей». После изгнания пап из Рима в Авиньон в 1309 году епископский дворец и базилику разрушали и грабили. В 1307 и 1361 году базилика сильно пострадала от пожара.
По доминиканской традиции, восстановление храма связано с легендой об основании доминиканского ордена и о видении папе Иннокентию III. В 1215 году во время работы IV Латеранского Собора Доминик добивался у папы разрешения на учреждение своего ордена. Папе приснился сон: «Латеранская базилика накренилась, но некий праведник поддержал её и не дал ей упасть». На следующий день папа Иннокентий распорядился начать работы по восстановлению базилики. Позднее он узнал о Доминике. Францисканцы относят эту историю к святому Франциску. Поэтому художники часто изображали святого Доминика, держащего в руках макет церкви. После возвращения папы Григория XI из Авиньона в 1377 году и начала строительства нового собора Святого Петра в Ватикане Латеранская базилика несколько утратила былое значение. Папа Сикст V (1585—1590) предпринимал многое для перестройки и украшения Рима. Он повелел снести и древнюю Латеранскую базилику, решив построить более крупный и богато украшенный храм.
После возвращения папы Григория XI из Авиньона в Рим (1377) главной папской резиденцией стал Ватикан, однако базилика Сан-Джованни-ин-Латерано сохранила статус кафедрального собора Рима. В 1871 году после ликвидации Папской области Латеран по Закону о гарантиях остался во владении папы Римского. В Латеранском дворце были подписаны Латеранские соглашения 1929 года, согласно которым базилика и дворец получили право дипломатической неприкосновенности.
В храме похоронены шесть пап — Александр III, Сергий IV, Климент XII, Мартин V, Иннокентий III и Лев XIII. В Католической церкви установлен праздник «Освящение Латеранской базилики», отмечаемый ежегодно 9 ноября.

## Особенности архитектуры и интерьер церкви

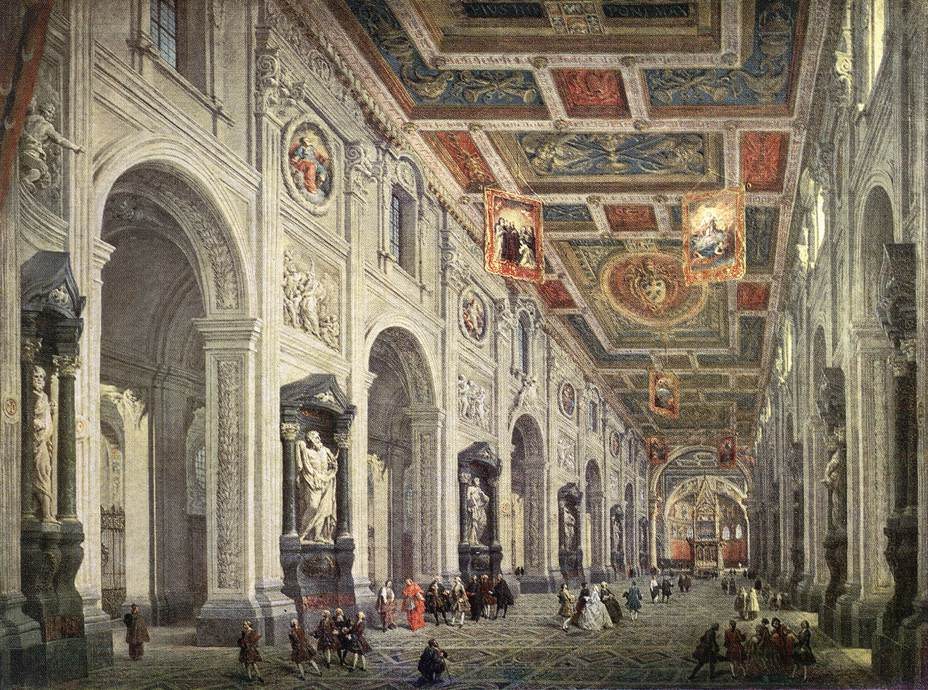
Дж. П. Паннини. Интерьер базилики Сан-Джованни-ин-Латерано в Риме. Первая половина XVIII века

Храм неоднократно перестраивали, в результате он представляет собой смешение различных архитектурных стилей, но не теряет своего величия. Базилика сохранила раннехристианскую ориентацию: главный вход обращён на восток, к восходу солнца, а алтарь — на запад.
Мозаика главной апсиды частично сохранила изображения IV—V веков. Мозаика конхи апсиды была создана между 1288 и 1292 годами Якопо Торрити и францисканским монахом Якопо да Камерино. Однако мозаика была значительно изменена в 1878 году.   В центре представлен Триумфальный крест на горе, из которой вытекают четыре реки Рая. В основании горы — феникс (символ бессмертия), внизу река Иордан, вокруг олени, рыбы, птицы, символизирующие природу. Подобные композиции повторяются во многих базиликах Рима и, вероятно, восходят к тексту псалма: «Как лань желает к потокам воды, так желает душа моя к Тебе, Боже!» (Пс 41:2). Над этой сценой изображён Христос в золотом нимбе, а над Ним — голубь Святого Духа. По обе стороны от креста — Богоматерь и Иоанн Креститель. К этой композиции Торрити добавил коленопреклонённую фигуру папы Николая V, изображения апостолов Петра и Павла, Андрея и Иоанна, между ними — уменьшённые фигуры святых Франциска Ассизского и Антония Падуанского. В центре апсиды, за престолом — мраморный трон епископа. Нижний ярус стен отделан разноцветной мраморной мозаикой геометрического стиля.
В средокрестии храма находится готический шатровый киворий на четырёх колоннах работы архитектора Джованни ди Стефано (1367). В его верхней части в реликвариях из позолоченного серебра, выполненных в форме фигур апостолов с нимбами, хранятся святые мощи: головы апостолов Петра и Павла. В боковых нефах находится множество капелл, скульптурных надгробий, мозаик и фресок. Гербы римских пап, в течение столетий субсидировавших строительство, размещены на плафоне и пилонах. Пол храма в технике мраморной мозаики создан мастерами семьи Космати. В 1220-е годы был устроен клуатр с аркадами на сдвоенных колоннах, украшенных мозаикой из разноцветных кусочков мрамора и смальты, — работа мастеров отца и сына Вассаллетто. В центре кьостро — Святой колодец IX в. В 1430—1440-х годах пристроена сакристия.
В 1646—1650 годах Латеранскую базилику, получившую название Сан Джованни (Святого Иоанна) перестраивал выдающийся архитектор римского барокко Франческо Борромини. Он сохранил нижнюю часть стен и уникальные полы. В табернаклях нефа установили огромные статуи двенадцати апостолов, выполненные учениками Дж. Л. Бернини.
На площади Сан Джованни ин Латерано перед базиликой в 1588 году архитектор Доменико Фонтана установил египетский обелиск, доставленный в Рим в IV веке. Ранее он украшал Большой Цирк (Чирко Массимо) у подножия Палатина. Фасад северного трансепта (выходящий на площадь с обелиском) с лоджией и двумя колокольнями с шатровым покрытием, создан по проекту Д. Фонтана в 1586—1588 годах.
Фасад храма с главной, восточной стороны оформил в палладианском стиле в 1732—1735 годах архитектор Алессандро Галилей. Фасад имеет два яруса. Нижний занимает нартекс, верхний — папская Лоджия Благословения. Над огромным порталом, колоннами и пилястрами композитного ордера, увенчанными мощным карнизом, на аттике высятся семиметровые скульптурные изображения Христа Спасителя, Иоанна Крестителя, Иоанна Евангелиста и двенадцать фигур Отцов (учителей) Церкви. В нартексе — огромная мраморная статуя Константина I Великого, взятая из римских терм Константина на Квиринале (IV в., установлена в 1737 году). Из нартекса в главный неф ведут пять дверей. Центральные бронзовые двери установлены в 1656 году Ф. Борромини, они перенесены из Курии Юлия на римском Форуме. Крайняя правая — Святая Дверь (Porta Sancta), открывающаяся только в Юбилейные годы католической церкви.
Рядом с базиликой сохранилось несколько сооружений, выдающихся памятников истории и искусства. Среди них — Латеранский баптистерий в форме октогона (восьмигранника), заложенный императором Константином и Триклиний папы Льва III. В музее базилики собраны сокровища храма, дары и реликвии, связанные с историей строительства.
Рядом с базиликой также находится Святая лестница (лат. Scala Santa) — мраморная лестница, находившаяся в старом Латеранском дворце, по древней христианской традиции привезённая святой Еленой из Иерусалима, по которой Иисус Христос несколько раз поднимался во дворце Пилата на судилище, предшествовавшее Распятию. В XVI веке эта святыня была поставлена в отдельном здании перед папской капеллой Святая Святых (Санкта-Санкторум) рядом с Латеранской базиликой, где находится и в настоящее время.

## Святыни
- Головы апостолов Петра и Павла. Находятся в шатровом кивории в средокрестии храма над главным престолом в реликвариях, выполненных в форме фигур апостолов с нимбами[18][23].
- Доска, на которой, по преданию, священнодействовал апостол Петр. Находится в западной стороне главного престола[18].
- Доска, по средневековому преданию, являющаяся частью стола Тайной вечери Христа с апостолами. Находится в приделе «Святых Таин»[18].

## Галерея

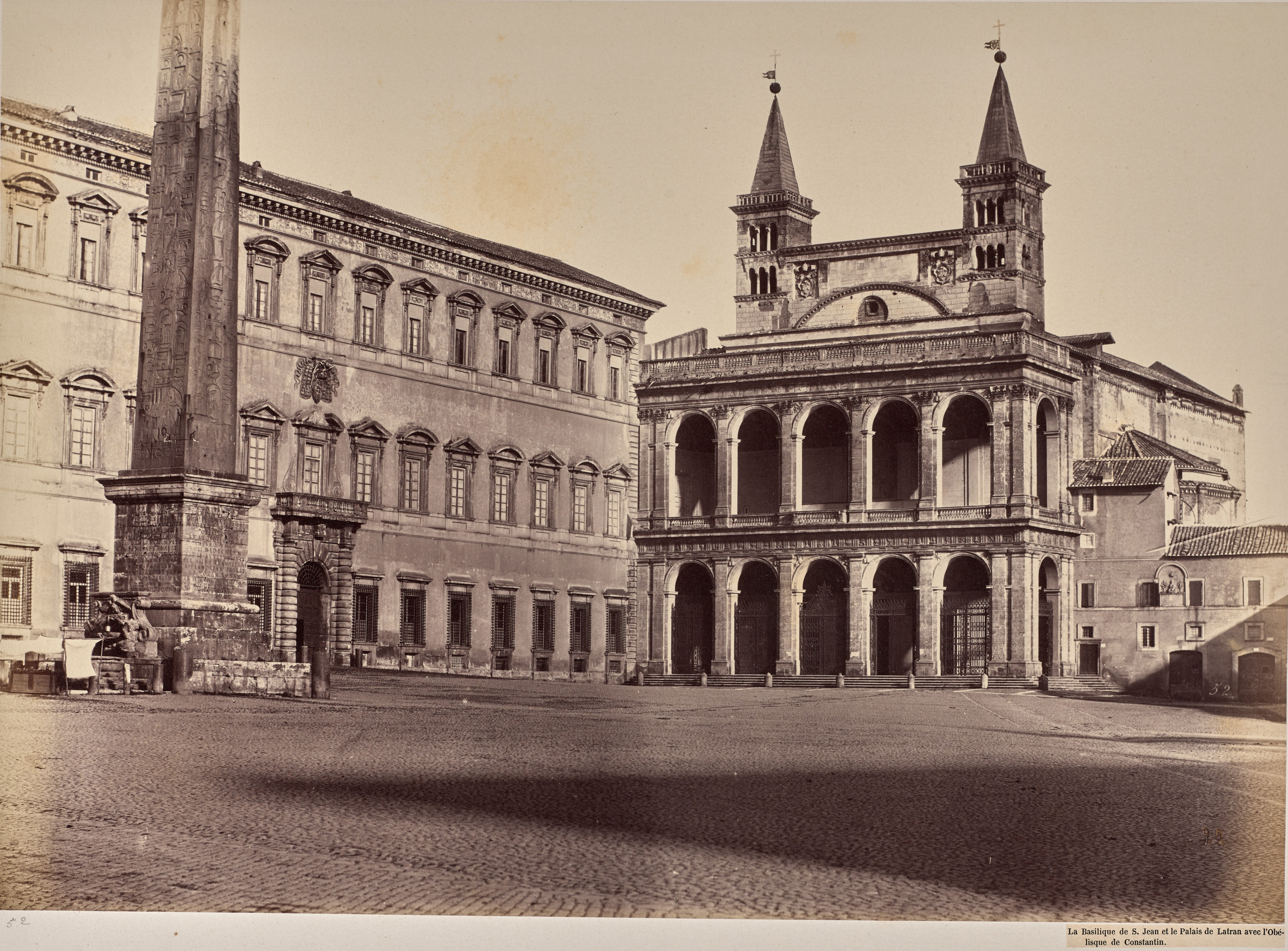
Западный фасад Латеранской базилики. Фотография 1859 г.
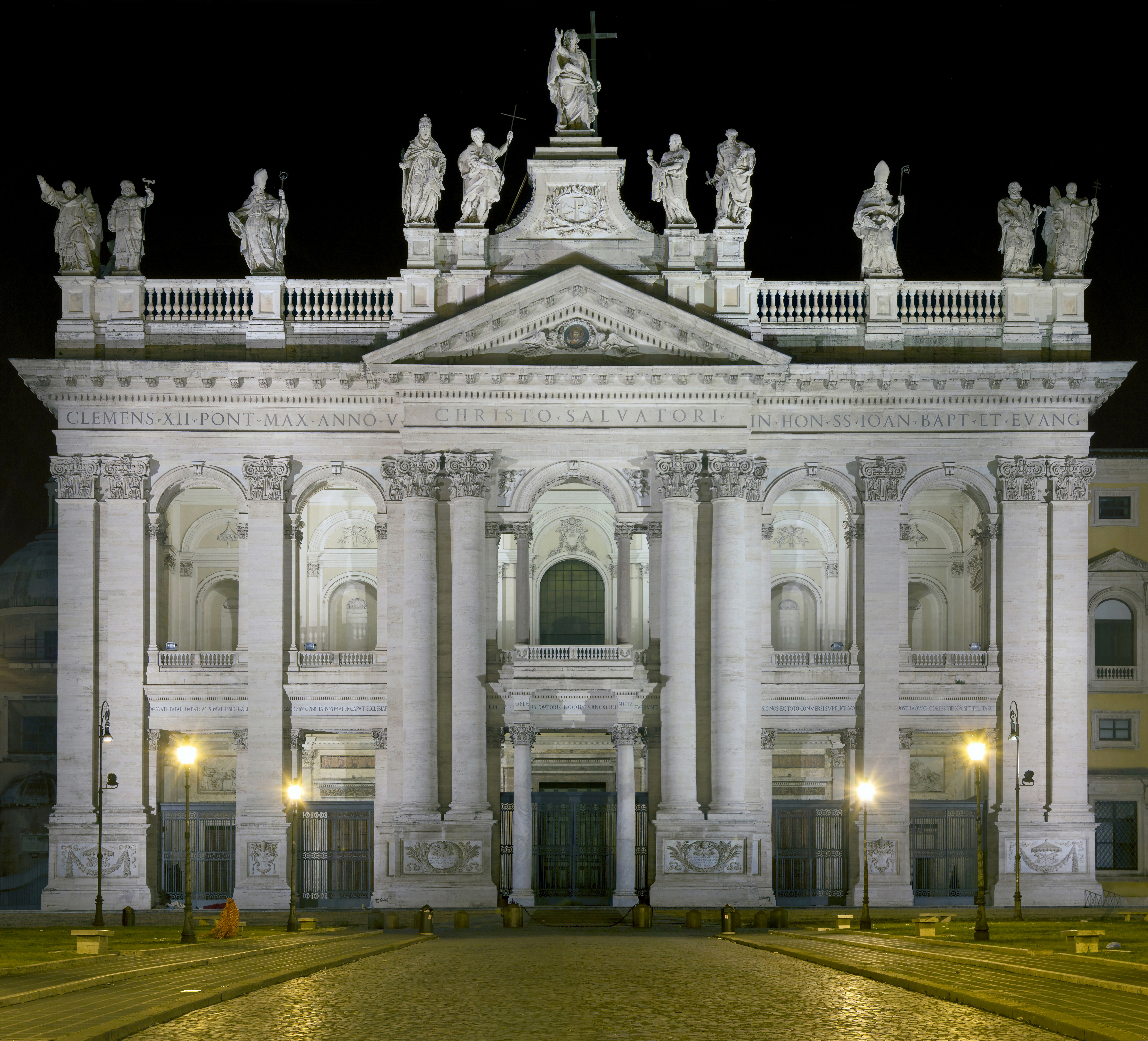
Восточный фасад Латеранской базилики
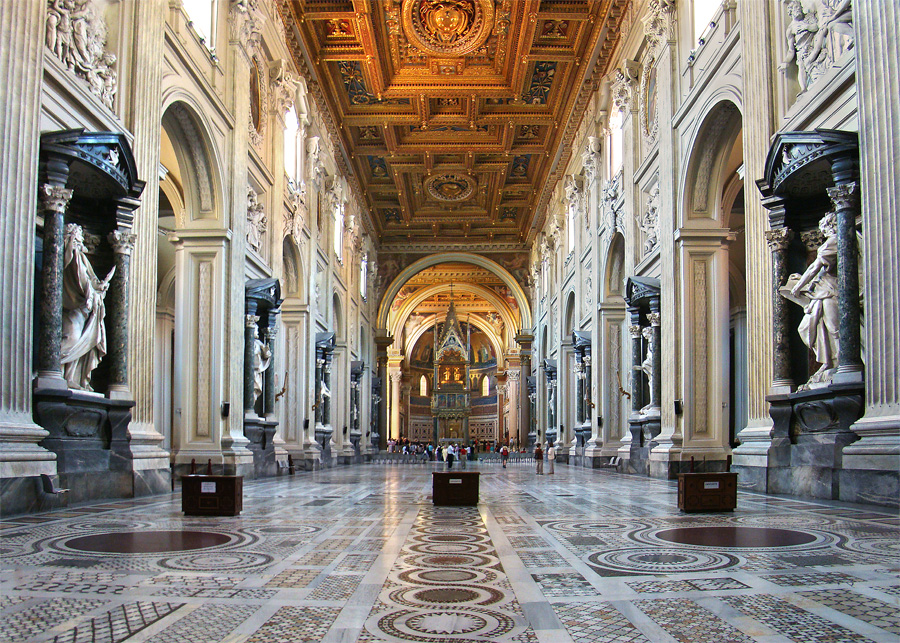
Центральный неф базилики
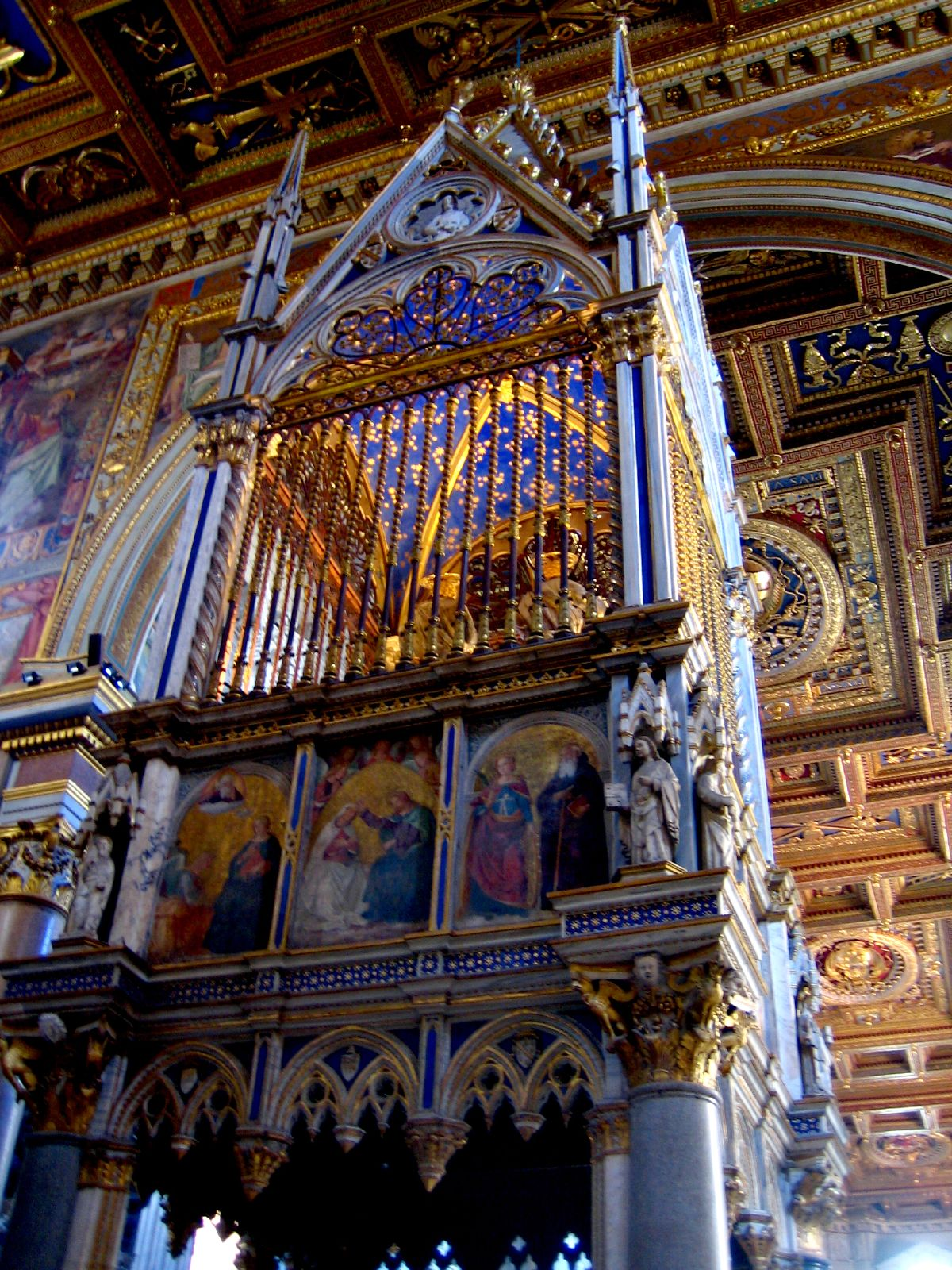
Джованни ди Стефано. Киворий с реликвариями для хранения голов святых апостолов Петра и Павла. Роспись Барна да Сиена. 1367–1368
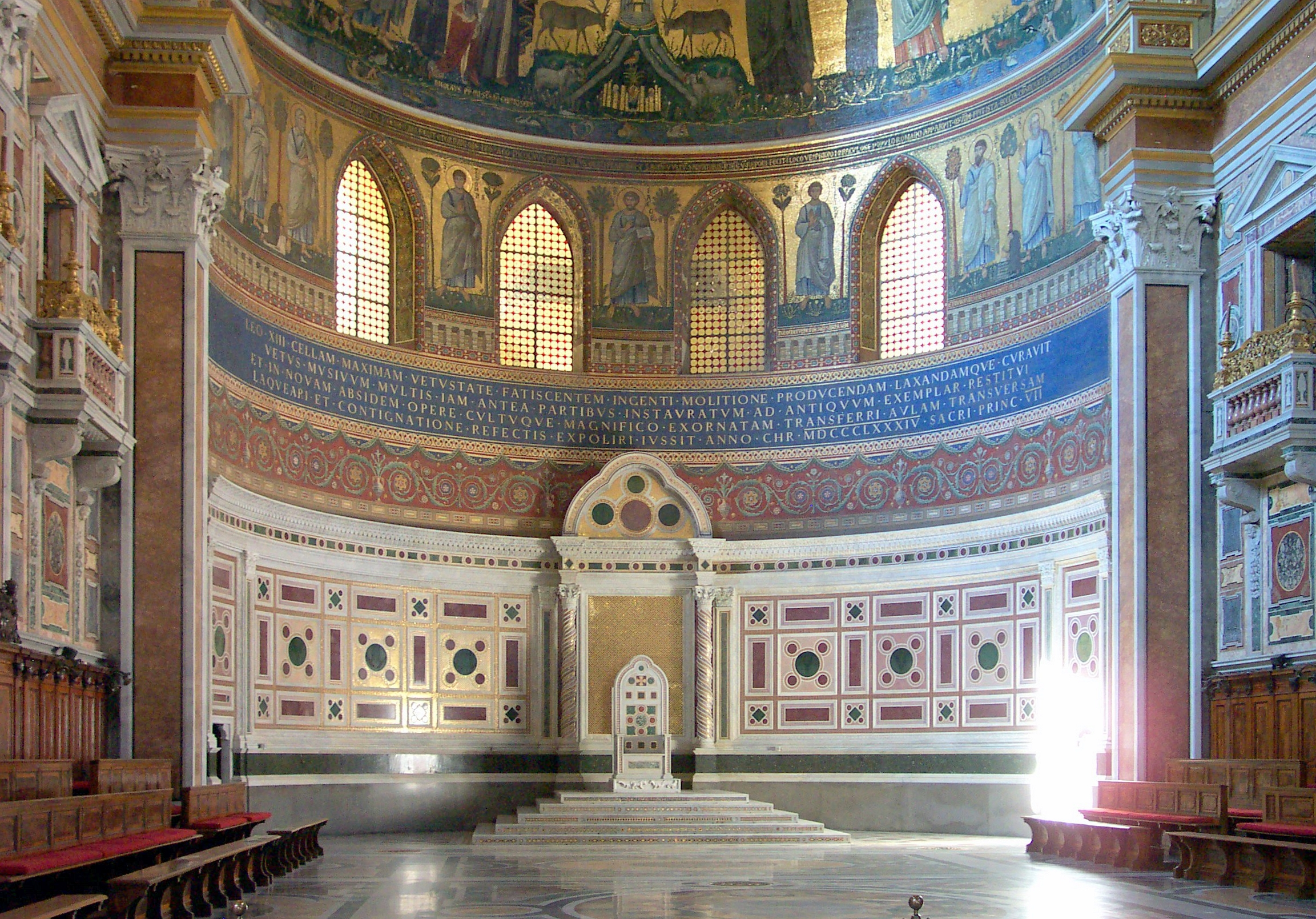
Трон римского епископа в апсиде базилики
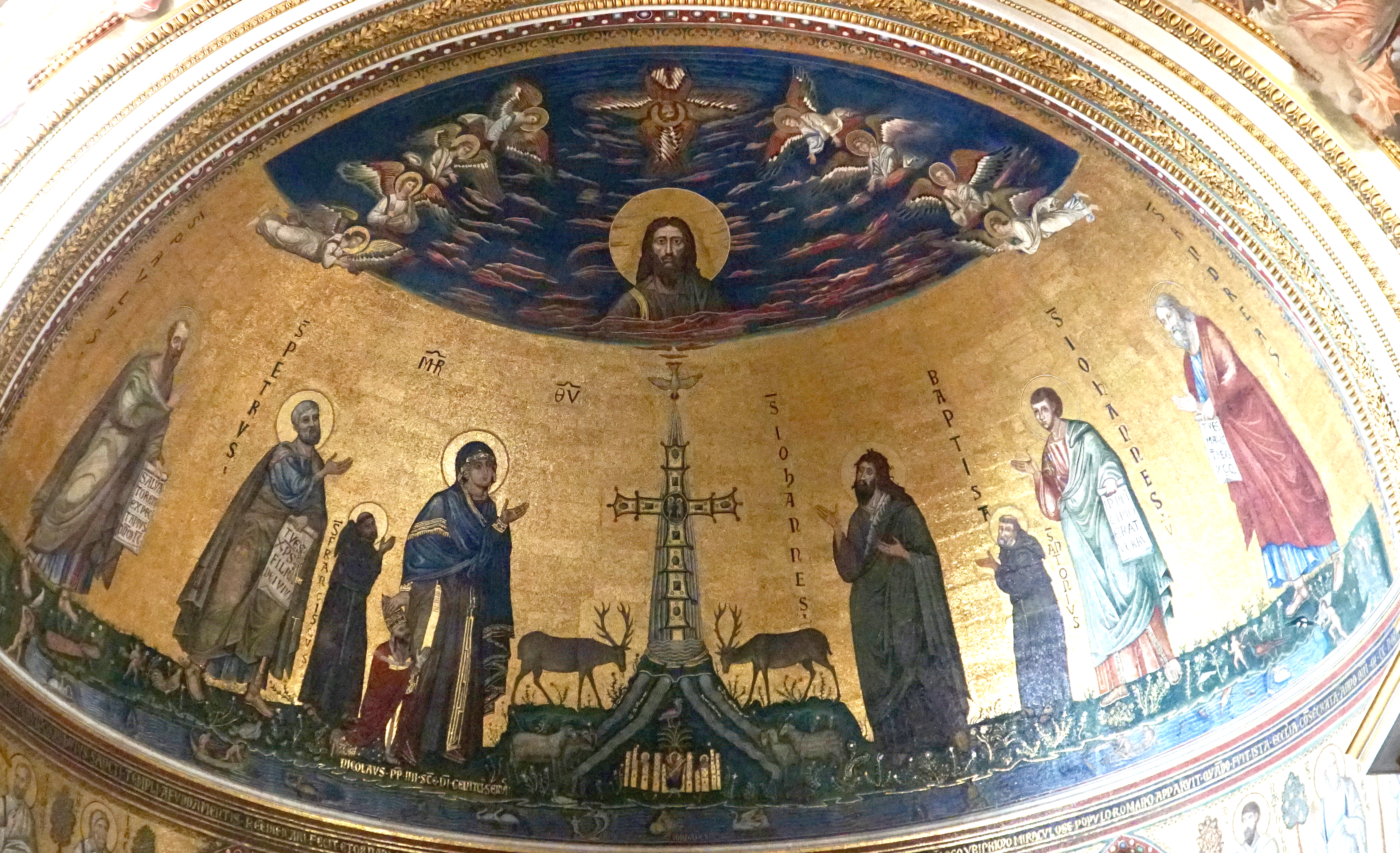
Якопо Торрити. Мозаика конхи апсиды

## Архипресвитеры Латеранской базилики
Пост архипресвитера базилики был создан папой Бонифацием VIII около 1299 года.
Список архипресвитеров Латеранской базилики:

| - Джерардо Бианки (около 1299—1302); - Пьетро Валериано Дурагерра (1302); - Маттео Орсини Россо (1302—1305); - Пьетро Колонна (1306—1326); - Бертран де Монфаве (1326—1342); - Джованни Колонна (1342—1348); - Пьер Роже де Бофор (3 июля 1348 — 30 декабря 1370); - Анжелик де Гримоар (1370—1388); - Пьетро Томачелли (13 апреля 1388 — 2 ноября 1389); - Франческо Карбоне (1389—1405); - Антонио Каэтани (1405—1412); - Оддоне Колонна (1412—1417); - Аламанно Адимари (1418—1422); - Гильом Филластр (1422—1428); - Альфонсо Каррильо де Альборнос (1428—1434); - Лучидо Конти (1434—1437); - Анджелотто Фоско (1437—1444); - Антан Мартинш де Шавиш (1444—1447); - Доменико Капраника (1447—1458); - Просперо Колонна (1458—1463); - Латино Орсини (1463—1477); - Джулиано делла Ровере (1477—1503); - Джованни Колонна (1503—1508); - Алессандро Фарнезе (1508—1534); - Джованни Доменико де Купис (1535—1553); - Рануччо Фарнезе (1553—1565); - Маркус Ситтикус фон Гогенэмс (1565—1595); - Асканио Колонна (1595—1608); - Шипионе Каффарелли-Боргезе (1608—1623); - Джамбаттиста Лени (1623—1627); | - Франческо Барберини Старший (1627—1628); - Джироламо Колонна (1628—1666); - Флавио Киджи (1666—1693); - Палуццо Палуцци Альтьери дельи Альбертони (1693—1698); - Фабрицио Спада (1698—1699); - Бенедетто Памфили (1699—1730); - Пьетро Оттобони (1730—1740); - Нери Мария Корсини (1740—1770); - Марио Марефоски Компаньони (1771—1780); - Карло Реццонико (1780—1781); - Франческо Саверио де Дзелада (1781—1801); - Леонардо Антонелли (1801—1811); - Джулио Мария делла Сомалья (1811 — 2 апреля 1830); - Бартоломео Пакка (1830—1844); - Бенедетто Барберини (28 апреля 1844 — 10 апреля 1863); - Лодовико Альтьери (8 марта 1863 — 11 августа 1867); - Константино Патрици Наро (1867—1876); - Флавио Киджи (24 декабря 1876 — 1885); - Раффаэле Монако Ла Валлетта (1885—1896); - Франческо Сатолли (16 декабря 1896 — 8 января 1910); - Пьетро Респиги (10 января 1910 — 22 марта 1913); - Доменико Феррата (7 апреля 1913 — 10 октября 1914); - Базилио Помпили (28 октября 1914 — 5 мая 1931); - Франческо Маркетти Сельваджани (26 августа 1931 — 13 января 1951); - Бенедетто Алоизи Мазелла (27 октября 1954 — 30 августа 1970); - Анджело Делл’Акква (7 октября 1970 — 27 августа 1972); - Уго Полетти (26 марта 1973 — 17 января 1991); - Камилло Руини (17 января 1991 — 27 июня 2008); - Агостино Валлини (27 июня 2008 — 26 мая 2017); - Анджело Де Донатис (26 мая 2017 — 6 апреля 2024); - Бальдассаре Рейна (6 апреля 2024 — по настоящее время). |